# Mirabela (ort)
Mirabela är en ort i Brasilien.   Den ligger i kommunen Mirabela och delstaten Minas Gerais, i den sydöstra delen av landet, 400 km öster om huvudstaden Brasília. Mirabela ligger 801 meter över havet och antalet invånare är 8 934.
Terrängen runt Mirabela är platt. Runt Mirabela är det glesbefolkat, med 17 invånare per kvadratkilometer..
Omgivningarna runt Mirabela är huvudsakligen savann.